# Апситис, Андрейс
Андрей(с) А́пситис (латыш. Andrejs Apsītis; 7 февраля 1888, Лифляндская губерния, Российская империя — 2 сентября 1945, Рига, Латвийская ССР, СССР) — российский, впоследствии — латвийский, спортсмен-велогонщик.

## Биография, карьера
Выступал в составе рижского велоклуба «Marss».
В 1912 году принимал участие в летних Олимпийских играх в Стокгольме, где выступал за сборную Российской империи в шоссейной гонке на дистанции 320 километров (в индивидуальном и командном зачётах). На Олимпиаде Апситис стал единственным российским велогонщиком, которому удалось прийти к финишу в индивидуальной гонке (завершил гонку 60-м). Помимо олимпийских медалей, велосипедистам, финишировавшим в пределах 25 % от времени победителя, был вручен Почетный диплом. Апситис вошёл в число награждённых.
В 1922 году стал серебряным призёром чемпионата Латвии в трековых гонках на 1 км и 3 км.
Также участвовал в летних Олимпийских играх 1924 года в Париже в командной гонке преследования в составе команды Латвии. Команда Латвии, проиграв в предварительном заезде команде Польши, выбыла из соревнований.
Умер 2 сентября 1945 года в Риге.